# Xu Shiyan
Xu Shiyan (chiń. 徐仕妍; ur. 15 marca 1997) – chińska judoczka. Dwukrotna olimpijka. Zajęła piąte miejsce w Tokio 2020 i dziewiąte w Paryżu 2024. Walczyła w wadze ciężkiej.
Piąta na mistrzostwach świata w 2023 i 2024; uczestniczka zawodów w 2022. Startowała w Pucharze Świata w 2018, 2019 i 2023. Srebrna medalistka igrzysk azjatyckich w 2022. Mistrzyni Azji w 2021 i druga w 2022 roku.

## Letnie Igrzyska Olimpijskie 2020
| Konkurencja | Eliminacje           | Eliminacje                  | Eliminacje           | Repasaże                      | Finały                   | Klas. końcowa |
| Konkurencja | Przeciwnik I         | Przeciwnik I                | 1/4                  | Przeciwnik I                  | o 3 miejsce              | Miejsce       |
| ----------- | -------------------- | --------------------------- | -------------------- | ----------------------------- | ------------------------ | ------------- |
| +78 kg      | Jasmin Külbs (GER) Z | Nihel Cheikh Rouhou (TUN) Z | Idalys Ortíz (CUB) P | Maria Suelen Altheman (BRA) Z | Iryna Kindzerśka (AZE) P | 5.            |